# Kaisupeea herbacea
Kaisupeea es un género monotípico de plantas fanerógamas de la familia Gesneriaceae. Su única especie Kaisupeea herbacea es originaria de Myanmar, Tailandia y el sur de Laos.

## Descripción
Son hierbas perennes, con tallos anuales monocárpicos, a menudo con catafilos sin cuchilla en la base. Indumento de  pelos glandulares de punta y las glándulas sésiles globulares, pelos eglandulares mezclados. Hojas opuestas, peciolo mal definido, la lámina obovada u oblicuamente elíptico-lanceolada, con pelos cortos y agudos adpresos glándulas globulares. La inflorescencia axilar en cimas, pedunculadas.  Corola oblicuamente acampanada. El fruto en cápsulas colgantes sobre pedúnculos decurvados, dehiscentes, válvas rectas o torcidas. Semillas reticuladas.

## Taxonomía
Kaisupeea herbacea fue descrita por (C.B.Clarke) B.L.Burtt y publicado en Nordic Journal of Botany 21(2): 117. 2001 
Etimología
Kaisupeea: nombre genérico que es una amalgama de los apellidos de los botánicos danés/tailandés Kai y Supee.
herbacea: epíteto latíno que significa «como una hierba».
Sinonimia
- Boea herbacea C.B.Clarke[3]